# Kościół św. Wawrzyńca w Wachowie
Kościół św. Wawrzyńca – rzymskokatolicki kościół filialny, położony w Wachowie (gmina Olesno). Świątynia należy do parafii św. Mikołaja i św. Małgorzaty w Wysokiej w dekanacie Olesno, diecezji opolskiej. 17 lutego 1954 roku pod numerem 86/54 kościół został wpisany do rejestru zabytków województwa opolskiego, znajduje się on również na Szlaku Drewnianego Budownictwa Sakralnego.

## Historia kościoła
Pierwsza wzmianka o kościele pw. św. Wawrzyńca w Wachowie ujęta jest w opolskich aktach archidiakonackich i pochodzi z 1679 roku. Wcześniejsze akta o kościele nie zachowały się, jednak kościół musiał istnieć już 150 lat wcześniej. W 1706 roku została wybudowana nowa świątynia, bowiem istniejąca okazała się za mała, a ponadto uległa zniszczeniu. Wówczas też zainstalowane zostały organy kościelne, których fundatorem był Gottfried Ludwik von Schimonsky. W 1833 roku kolatorem kościoła zostało księstwo raciborskie. I wojna światowa jak i II wojna światowa oszczędziły drewniany kościółek przed zniszczeniem. W 1952 roku, pod kierunkiem ówczesnego proboszcza księdza Antoniego Kaleja, przeprowadzono gruntowny remont. W 1976 roku założono nowy dach nad prezbiterium, zakrystią oraz zakonserwowano całą budowlę od zewnątrz. W 1982 roku wymalowano wnętrze kościoła (m.in. wyzłocono ołtarze, wymalowano ściany i sufit, odnowiono ramy stacji Drogi Krzyżowej). W następnym roku położono dach na pozostałej części kościoła i ogrodzono plac. Podczas wymiany podłogi w 1984 roku odkryto pod świątynią stare cmentarzysko oraz znaleziono pisany gotykiem w języku niemieckim dokument z 1860 roku opisujący wymianę podłogi. Podczas remontu wieży w 1984 roku znaleziono spisany w języku polskim dokument z 14 lipca 1913 roku, mówiący o jej remoncie. W 1990 roku postawiono dzwonnicę z jednym dzwonem. W 1992 roku poprowadzono nową instalację elektryczną, a w dwa lata później wykonana została instalacja nagłaśniająca plac kościelny.

## Architektura i wnętrze kościoła
Kościół jest orientowany o konstrukcji zrębowej z wieżą o konstrukcji słupowej, która nakryta jest czworobocznym hełmem. Zewnętrzne ściany podbite są gontem. Dach siodłowy również pokrywa gont.
Wnętrze charakteryzuje się kolebkowym sklepieniem w prezbiterium, natomiast płaskim w nawie. Całość sklepienia posiada dekorację kasetonową z polichromią przedstawiającą sceny z życia św. Wawrzyńca. Wyposażenie wnętrza kościoła jest w większości barokowe i pochodzi z I połowy XVIII wieku.
Ołtarz główny ozdobiono rzeźbami św. Jana Ewangelisty, św. Jakuba i trzech Aniołów. W ołtarzu bocznym znajduje się obraz Matki Boskiej Częstochowskiej. Ołtarze boczne i ambona pochodzą z XVIII wieku. Chrzcielnica posiada wyrzeźbioną scenę chrztu w Jordanie. Nad całością dominuje krucyfiks pochodzący z początków XV wieku.